# Yerba Santa, Puebla
Yerba Santa är en ort i Mexiko.   Den ligger i kommunen Coyomeapan och delstaten Puebla, i den sydöstra delen av landet, 260 km sydost om huvudstaden Mexico City. Yerba Santa ligger 1 894 meter över havet och antalet invånare är 295.
Terrängen runt Yerba Santa är kuperad österut, men västerut är den bergig. Runt Yerba Santa är det ganska tätbefolkat, med 144 invånare per kvadratkilometer. Närmaste större samhälle är San Gabriel Casa Blanca, 13,2 km sydväst om Yerba Santa. Omgivningarna runt Yerba Santa är en mosaik av jordbruksmark och naturlig växtlighet.